# Cicle de la urea
El cicle de la urea és un cicle bioquímic de reaccions que tenen lloc en molts animals que produeixen urea ((NH₂)₂CO) des d'amoni (NH₃). Aquest va ser el primer cicle metabòlic descobert gràcies a (Hans Adolf Krebs i Kurt Henseleit, 1932). En els mamífers, el cicle de la urea té lloc principalment en el fetge i en menor mesura en el ronyó.

## Funció
Els organismes que no poden treure ràpidament l'amoni normalment l'han de convertir en una altra substància, com la urea o l'àcid úric, que són menys tòxics. En algunes malalties genètiques hi ha una insuficiència en el cicle de la urea i també en les fallades del fetge la qual acumula nitrogen, especialment en forma d'amoni, que porta a una encefalopatia hepàtica.

## Reaccions

Cicle de la urea

El cicle de la urea consisteix en cinc reaccions: dos mitocondrials i tres citosolals. El cicle converteix dos grups aminos, un des de NH₄+ i un des de l'Asp, i un àtom de carboni des de HCO₃−, al producte d'excreció relativament no tòxic que és la urea al cost de quatre enllaços de fosfat (3 ATP hidrolitzats a 2 ADP i un AMP). L'Orn és el portador d'aquests àtoms de carboni i d'hidrogen.
| Pas | Reactants                     | Productes                    | Catalitzats per | Localització |
| --- | ----------------------------- | ---------------------------- | --------------- | ------------ |
| 1   | NH₄+ + HCO₃− + 2ATP           | carbamoil fosfat + 2ADP + Pi | CPS1            | mitocondris  |
| 2   | Carbamoil fosfat + ornitina   | citrul·lina + Pi             | OTC             | mitocondris  |
| 3   | citrul·lina + aspartate + ATP | argininosuccinat + AMP + PPi | ASS             | citosol      |
| 4   | argininosuccinat              | ArgininaArg + fumarat        | SL              | citosol      |
| 5   | Arg + H₂O                     | ornitina + urea              | ARG1            | citosol      |

Les reaccions del cicle de la urea
1 L-ornitina
2 carbamoil fosfat
3 L-citrul·lina
4 argininosuccinat
5 fumarat
6 L-arginina
7 urea
 L-Asp L-aspartat
CPS-1 carbamoil fosfat sintetasa I
OTC Ornitina transcarbamilasa
ASS argininosuccinat sintetasa
ASL argininosuccinat liasa
ARG1 arginasa 1

L'equació del cicle de la urea és:
- NH₃ + CO₂ + aspartat + 3 ATP + 2 H₂O → urea + fumarat + 2 ADP + 2 Pi + AMP + PPi

## Imatges

Cicle de la urea.
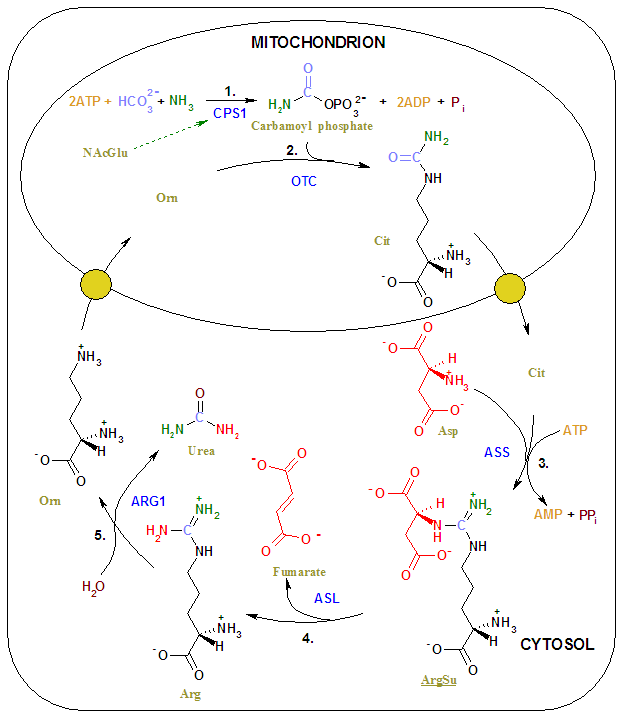
Cicle de la urea acolorit.